# Smaragdna obzorja
Smaragdna obzorja je roman, ki ga je napisala slovenska pisateljica Aksinja Kermauner. Spada med biografske romane. Prav lahko pa bi ga uvrstili tudi med ženske romane. V knjigi se nahajajo tudi fotografije, katerih avtor je Anže Miš.

## Vsebina
Roman opisuje slovensko dekle, ki se je odločilo, da bi rado doživelo kakšno pustolovščino. Po tem, ko se razide s fantom, se prijavi za delo na čezoceanski križarki kot frizerka. Najprej gre na izobraževanje v London. Ker je izredno komunikativna, spozna veliko novih prijateljic s celega sveta. Ko začne delati na križarki, se hitro vklopi v takšne način življenja. Zaradi svojih sposobnosti kmalu postane vodja Spa centra. Na ladji si hitro pridobi tako prijatelje, kot tudi ljudi, s katerimi se ne razume preveč dobro. po nekem času popotovanja sreča tudi svojega izgubljenega očeta. Spozna pa tudi moškega, ki kasneje postane njen mož. 
Pluli so po smaragdnih morjih in odkrivali eksotične bisere, kar je vsak dan prineslo nove izkušnje. Prekrižarili so morja od Cape Towna, Kanarskih otokov, Sicilije, Libanona, Jordanije, do Sejšelov. V romanu so vsi ti kraji slikovito in izčrpno opisani.

## Izdaje in prevodi
- Izvirnik je bil objavljen leta 2007 pri založbi Miš.(COBISS)